# TGF-β

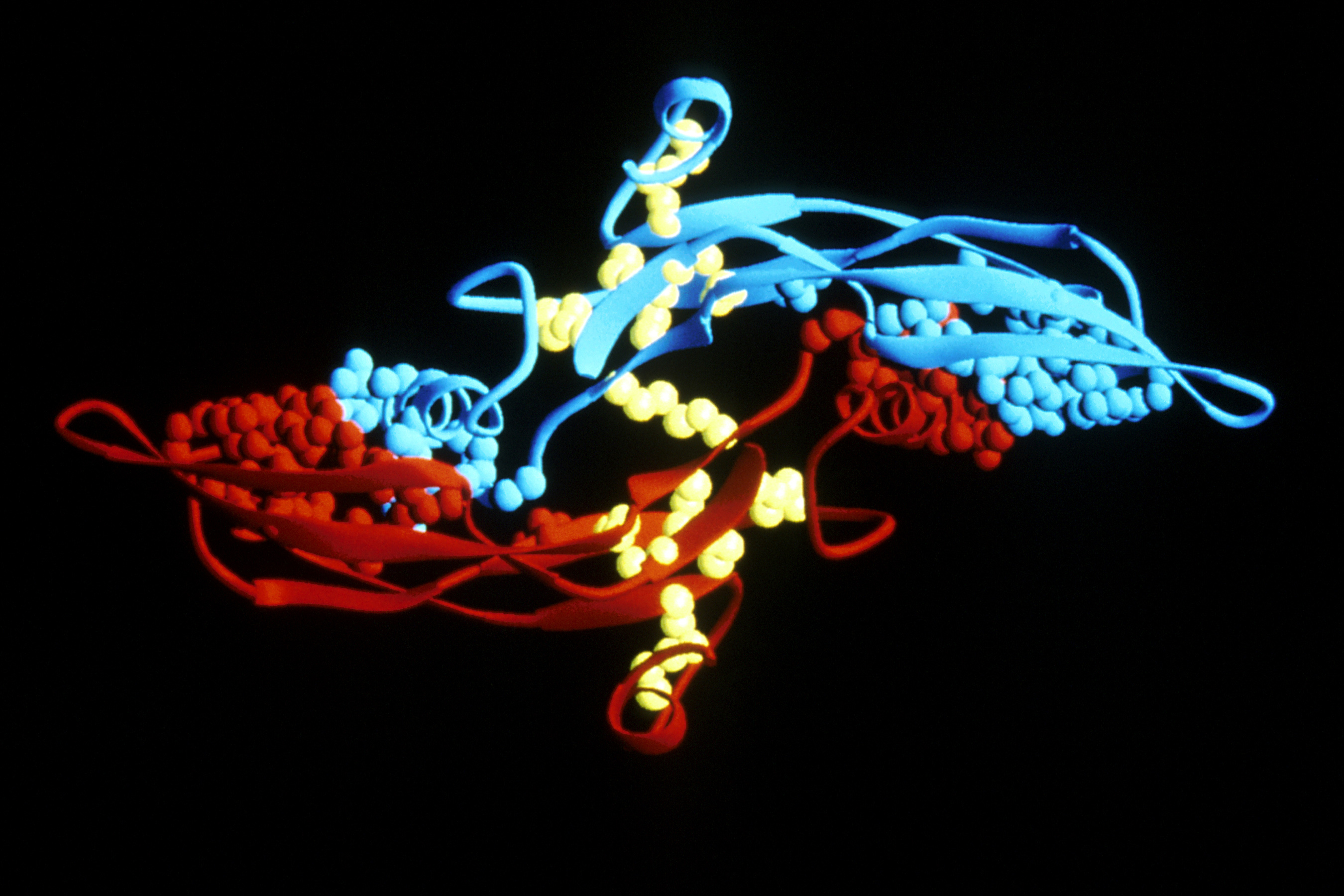
TGF-βのコンピュータグラフィクス。TGF-βは3つの異なるアイソフォームからなるサイトカインで、細胞増殖、分化、接着、遊走を含む多くの細胞機能を調節する。

TGF-β（英: transforming growth factor β、トランスフォーミング増殖因子β、形質転換増殖因子β）は、TGF-βスーパーファミリーに属するサイトカインであり、多くの機能を有する。TGF-βファミリーにはTGF-βの3つのアイソフォーム（TGF-β1から3、ヒトではそれぞれTGFB1、TGFB2、TGFB3遺伝子にコードされる）や他の多くのシグナル伝達タンパク質が含まれる。TGF-βは全ての白血球系統の細胞で産生される。
活性化されたTGF-β複合体は、TGF-β受容体に結合する。TGF-β受容体は受容体型セリン/スレオニンキナーゼであり、I型とII型の受容体サブユニットから構成される。TGF-βの結合後、II型受容体型キナーゼはI型受容体型キナーゼをリン酸化して活性化し、I型受容体型キナーゼはシグナル伝達カスケードを活性化する。これによって下流のさまざまな基質や調節タンパク質が活性化され、分化、走化性、増殖や多くの免疫細胞の活性化に機能するさまざまな標的遺伝子の転写が誘導される。
TGF-βは、他の2つのポリペプチド、LTBP（latent TGF-β binding proteins）とLAP（latency-associated peptide）と複合体を形成した潜在型の形態でマクロファージを含む多くの細胞種から分泌される。プラスミンなどの血清のプロテアーゼは複合体からの活性型TGF-βの放出を触媒する。こうした活性型TGF-βの放出は多くの場合、潜在型TGF-β複合体がCD36とそのリガンドであるトロンボスポンジン1（TSP-1）を介して結合したマクロファージ表面で行われる。マクロファージを活性化する炎症刺激は、プラスミンの活性化を促進することで活性型TGF-βの放出を促進する。また、マクロファージは形質細胞から分泌されたIgG結合型の潜在型TGF-β複合体をエンドサイトーシスし、活性型TGF-βを細胞外液へ放出する。TGF-βの主要な機能は、炎症過程、特に腸での過程の調節である。TGF-βは幹細胞の分化や、T細胞の調節や分化にも重要な役割を果たしている。
TGF-βは免疫細胞や幹細胞の調節や分化に関与しているため、がん、自己免疫疾患、感染症の分野で多くの研究が行われている。
TGF-βの発現の増加は多くのがんで悪性度と相関しており、その免疫抑制機能は間接的に腫瘍の成長に寄与するほか、腫瘍細胞ではTGF-βに対する増殖抑制応答のみが選択的に失われていることもある。免疫抑制機能の調節異常は自己免疫疾患の病理への関与も示唆されているが、その作用は他のサイトカインが存在する環境によって媒介される。

## 構造
哺乳類のTGF-βは3つの主要なタイプが存在する。
- TGF-β1 – TGFB1[9][10]
- TGF-β2（英語版） – TGFB2[11][12]
- TGF-β3（英語版） – TGFB3[13][14]

鳥類では4番目のメンバーであるTGFB4、カエルでは5番目のメンバーであるTGFB5が同定されている。
TGF-βの各アイソフォームのペプチド構造は高度に類似している。これらはすべて大きな前駆体タンパク質としてコードされており、TGF-β1は390アミノ酸、TGF-β2とTGF-β3は412アミノ酸からなる前駆体として産生される。これらの前駆体は、細胞からの分泌に必要な20–30アミノ酸のN末端シグナルペプチド、LAP（latency associated peptide）と呼ばれるプロ領域、タンパク質分解によるプロ領域からの遊離後に成熟型TGF-β分子となる112–114アミノ酸のC末端領域から構成される。成熟型TGF-βタンパク質は二量体化し、多くの保存された構造モチーフを持つ25 kDaの活性型タンパク質となる。TGF-βにはファミリー内で保存された9つのシステイン残基が存在する。そのうち8つはタンパク質内でジスルフィド結合を形成し、TGF-βスーパーファミリーに特徴的なシスチンノット構造を形成する。9番目のシステインは他のTGF-β分子とジスルフィド結合を形成し、二量体を形成する。TGF-βの他の保存された残基の多くは、疎水的相互作用によって二次構造を形成すると考えられている。5番目と6番目の保存されたシステインの間の領域はTGF-βタンパク質で最も多様性の高い領域であり、タンパク質表面に露出して受容体への結合とTGF-βの特異性に関与していると考えられている。

## 潜在型TGF-β複合体
3種類のTGF-βはすべて、プロペプチド領域を含む前駆体分子として合成される。合成後の段階では、TGF-βホモ二量体はTGF-β遺伝子産物のN末端領域に由来するLAP（latency associated peptide）と相互作用し、SLC（small latent complex）と呼ばれる潜在型複合体を形成している。この複合体はLTBP（latent TGF-β-binding protein）と呼ばれる他のタンパク質と結合するまで細胞質にとどまる。LTBPとの結合によってLLC（large latent complex）と呼ばれるさらに大きな潜在型複合体が形成され、細胞外マトリックスへ分泌される。
ほとんどの場合、LLCが分泌される前にTGF-β前駆体のプロペプチド領域（LAP）は切断されるが、TGF-βと非共有結合的に結合したままの状態となっている。分泌後、TGF-βはLTBPとLAPの双方を含む不活性な複合体として細胞外マトリックスにとどまり、活性型のTGF-βの放出にはさらなるプロセシングが必要である。
LTBPには4つのアイソフォームLTBP1、LTBP2、LTBP3、LTBP4が知られている。LAPやLTBP1の変異や変化は不適切なTGF-βシグナルの伝達につながる。LTBP3またはLTBP4を欠くマウスはTGF-βシグナル伝達が変化したマウスと同じ表現型がみられる。さらに、特定のLTBPアイソフォームは特定のLAP•TGF-βアイソフォームと結合する傾向がみられる。例えば、LTBP4はTGF-β1にのみ結合することが報告されており、そのためLTBP4の変異ではTGF-β1が優勢な組織特異的にTGF-βと関連した症状がみられる。さらに、LAPの構造上の差異によって、特定の活性化因子による特定の刺激に対してのみ選択的な反応を行う、さまざまな潜在型TGF-β複合体が形成される。

## 活性化
TGF-βは細胞活動の根幹をなす活性の調節に重要であるが、現在知られているTGF-β活性化経路はわずかであり、示唆されている活性化経路の機構が完全に解明されているわけではない。既知の活性化経路の一部は細胞や組織特異的であるが、他のものは複数の細胞種や組織にわたってみられる。プロテアーゼ、インテグリン、pH、活性酸素種はTGF-βを活性化する既知の因子のごく一部であり、これらについては後述する。これらの活性化因子の変動がTGF-βの調節異常をもたらし、炎症、自己免疫疾患、線維症、がんや白内障を含むいくつかの症状を引き起こす可能性があることはよく知られている。ほとんどの場合、活性化されたTGF-βは、結合するI型・II型TGF-β受容体が存在する限りTGF-βシグナル伝達カスケードを開始し続ける。これはTGF-βとその受容体の間の高い親和性によるものであり、TGF-βシグナルの伝達が潜在型複合体を介したシステムとなっていることの理由の1つであると示唆される。

## インテグリン非依存的な活性化

### プロテアーゼとメタロプロテアーゼによる活性化
プラスミンといくつかのマトリックスメタロプロテアーゼ（MMP）は、細胞外マトリックスのいくつかのタンパク質構成要素の分解を誘導することで腫瘍の浸潤や組織のリモデリングを促進する。TGF-βの活性化過程は細胞外マトリックスからのLLCの放出とその後のLAPのさらなる分解を伴い、この過程を経ることではじめてTGF-βが受容体へ結合できる状態で放出される。MMP9とMMP2は潜在型TGF-βを切断することが知られている。LAP複合体にはプロテアーゼ感受性のヒンジ領域が含まれており、TGF-βの放出の際の標的となっている可能性がある。MMPがTGF-βの活性化に重要な役割を果たしていることは示されているものの、MMP9とMMP2の遺伝子に変異を有するマウスは未だTGF-β活性化能を有し、いかなるTGF-β欠乏表現型もみられない。これは活性化酵素の冗長性のためである可能性があり、他の未知のプロテアーゼが関与している可能性が示唆される。

### pHによる活性化
酸性環境はLAPを変性させる。培地を極端なpH（1.5または12）で処理することでTGF-βが大幅に活性化されることがラジオレセプターアッセイから示されている。一方、穏やかな酸処理（pH 4.5）では、pH 1.5による処理時の20–30%の活性化しかみられない。

### 活性酸素種による活性化
LAPの構造は機能の維持に重要である。LAPの構造の変化はLAPとTGF-βの間の相互作用を妨げ、TGF-βの活性化が引き起こされる。こうした変化を引き起こす可能性がある因子として、活性酸素種に由来するヒドロキシルラジカルが挙げられる。TGF-βはin vivoでの活性酸素種への曝露後に迅速に活性化される。

### トロンボスポンジン1による活性化
トロンボスポンジン1（TSP-1）は、健康なヒトの血漿中に50–250 ng/mlの濃度で存在するマトリセルラー糖タンパク質である。TSP-1のレベルは損傷応答や発生過程で上昇することが知られている。TSP-1は潜在型TGF-β複合体と直接相互作用して潜在型TGF-βを活性化し、コンフォメーション変化を誘導することで成熟型TGF-βへの結合を防ぐ。

## αV鎖を持つインテグリンによる活性化
潜在型TGF-β1の活性化に関与するインテグリンの役割は、β6インテグリン、αVインテグリン、β8インテグリン、そしてLAPの変異やノックアウトについての研究から明らかにされている。これらの因子の変異では、TGF-β1ノックアウトマウスでみられる表現型と同様の表現型が生じる。αV鎖を持つインテグリンがどのように潜在型TGF-β1を活性化するかについては、現在2つのモデルが提唱されている。1つは潜在型TGF-β1複合体のコンフォメーション変化の誘導によるモデルであり、もう1つはプロテアーゼ依存的なモデルである。

### コンフォメーション変化による機構
αVβ6インテグリンは、TGF-β1の活性化因子であることが最初に同定されたインテグリンである。LAPにはαV鎖を持つインテグリンの大部分によって認識されるRGDモチーフが含まれている。αVβ6インテグリンはLAP-β1のRGDモチーフに結合することができ、これによってTGF-β1を活性化する。αVβ6インテグリンは結合に伴って潜在型複合体のコンフォメーション変化を誘導し、それによってTGF-β受容体がTGF-βにアクセスできるようになる。この経路は上皮細胞でTGF-βを活性化することが示されており、上述したMMPとは関係していない。

### プロテアーゼ依存的な活性化機構
αV鎖を持つインテグリンは潜在型TGF-β複合体とMMPとの間に密接な連結を作り出すことによってTGF-βを活性化する。αVβ6インテグリンとαVβ3は潜在型TGF-β1複合体とプロテアーゼに同時に結合しうることが示唆されており、LAPのコンフォメーション変化を誘導するとともにプロテアーゼを近接させる。MMPが関与する機構ではあるが、この機構ではインテグリンの結合が必要であり、上述したタンパク質分解機構とは異なる経路である。

## シグナル伝達経路

SMAD経路

DAXX経路

### 古典的シグナル伝達経路: SMAD経路
SmadはTGF-βファミリーシグナル伝達分子の細胞内シグナル伝達タンパク質であり、転写因子である。この経路は概念的には、JAK-STATシグナル伝達経路と類似している。JAK-STATシグナル伝達経路はサイトカイン受容体の活性化によって特徴づけられ、B細胞のクラススイッチ経路などに関与する。上述したように、TGF-βリガンドのTGF-β受容体への結合に伴ってII型受容体型キナーゼはI型受容体型キナーゼをリン酸化して活性化し、I型キナーゼ受容体はシグナル伝達カスケードを活性化する。Smadの場合、I型TGF-β受容体型キナーゼによってリン酸化されて活性化されたSmadは他のSmadと複合体を形成し、細胞核へ移行してさまざまなエフェクターの転写を誘導できるようになる。
より具体的には、活性化されたTGF-β複合体はII型TGF-β受容体に結合し、II型受容体はI型受容体をリクルートしてリン酸化する。その後、I型受容体はR-Smad（receptor-regulated Smad）をリクルートしてリン酸化する。R-SmadはCo-Smad（common-partner SMAD）であるSMAD4と結合して複合体を形成する。この複合体は細胞核へ移行し、アポトーシスを開始するMAPK8経路に関与する因子など、さまざまな遺伝子に対して転写因子として機能する。Smad経路はフィードバック阻害によって調節されている。SMAD6とSMAD7はI型受容体を遮断する可能性がある。また、SMAD3経路を介したTGF-β依存的シグナル伝達は後節で述べるTGF-βの阻害的機能の多くを担っていることを示すエビデンスが多く得られており、発がんへの関与も示唆されている。
SmadはTGF-βによって調節される唯一のシグナル伝達経路ではない。非Smadシグナル伝達も並行して開始され、最終的にはSmadと協調的に機能するか、他の主要なシグナル伝達経路とクロストークする。中でも、ERK1/2、JNK、p38 MAPKを含むMAPKファミリーはTGF-βシグナル伝達に重要な役割を果たす。ERK1/2は上皮成長因子などの細胞分裂促進刺激によって誘導されるRaf-Ras-MEK1/2経路を介して活性化されるのに対し、JNKとp38 MAPKはストレス刺激によって活性化されたTAK1（TGFβ-activated kinase 1）によって活性化されたMAPKキナーゼによって活性化される。

### DAXX経路を介したアポトーシス
TGF-βはヒトのリンパ球と肝細胞においてアポトーシスまたはプログラム細胞死を誘導する。この機能の重要性はTGF-β欠損マウスで過剰増殖と調節を受けない自己免疫がみられることから明らかである。DAXXは、デスレセプターであるFas受容体との結合によるアポトーシス経路とは別に、II型TGF-β受容体型キナーゼのC末端領域に結合する。正確な分子機構は不明であるが、一般的にはDAXXはその後HIPK2によってリン酸化され、ASK1を活性化する。ASK1はJNK経路を活性化し、それによってアポトーシスが活性化される。

## 免疫細胞への影響

### T細胞
TGF-β1は、CD4+T細胞から調節機能を持つ誘導性制御性T細胞（iTreg）と炎症性サイトカインを分泌するTh17細胞の双方を誘導する。
活性化ヘルパーT細胞からのFOXP3の発現と制御性T細胞（Treg）への分化にはTGF-β1のみが関与するが、この分化機構はiTregと内在性制御性T細胞（nTreg）の双方で不明である。マウスモデルでは、TGF-β1の影響は年齢依存的であるようである。
In vitroにおいてTGF-β1の中和はヘルパーT細胞のTh17細胞への分化を阻害する。Th17細胞形成におけるTGF-β1の役割は、抗炎症性サイトカインというTGF-βの一般的概念とは反するものである。しかし、このサイトカインがiTregとTh17の分化に共通して必要であることは、この2つの細胞タイプの不均衡が自己免疫と重要な関連を有することを示唆している。Th17細胞の分化にはTGF-β1に加えて活性化樹状細胞からのIL-6による共活性化が必要であり、これは転写因子STAT3を活性化する役割を果たす。しかしながら、Th17細胞の分化の分子機構の詳細は未解明である。Th17細胞はTh1やTh2の系統とは異なり調節機能を持つことが示されており、TGF-β1が免疫系の調節機能を持つことのさらなるエビデンスとなっている。

### B細胞
TGF-βはB細胞に対して主に阻害的な影響を与える。TGF-βはB細胞の増殖を阻害する。その正確な機構は不明であるが、TGF-βは転写因子ID3を誘導し、細胞周期のG1期とS期の進行の調節因子であるp21の発現を誘導するとともに、c-myc、ATMなどの他の重要な調節遺伝子を抑制することでB細胞の増殖を阻害するというエビデンスが得られている。自然免疫応答の活性化に重要な細胞表面分子であるCD40はSMAD7の発現を誘導し、TGF-βによって誘導されたB細胞の増殖阻害に対抗する。ヒトとマウスのB細胞において、TGF-βはB細胞の活性化を防ぎ、IgAへのクラススイッチを促進し、他にも抗体産生に阻害的な機能を果たす。
また、TGF-βは未成熟または休止状態のB細胞のアポトーシスを誘導する。その機構は不明であるが、抗増殖経路と重複している可能性がある。B細胞の増殖阻害時と同様に、TGF-βはc-mycをダウンレギュレーションする。また、NF-κBの阻害因子であるIκBαを誘導し、NF-κBの活性化を阻害する。

### マクロファージ
文献における一般的なコンセンサスとしては、TGF-βは休止状態の単球を刺激し、活性化されたマクロファージを阻害する。単球に関しては、TGF-βは化学誘引物質、そして炎症応答のアップレギュレーターとして機能することが示されている。しかしながら、TGF-βは単球とマクロファージにおいて炎症性サイトカインの産生をダウンレギュレーションすることも示されており、これは上述したNF-κBの阻害によるものであると考えられている。この見かけ上の矛盾は、TGF-βの作用が高度に状況依存的であるためである可能性がある。
TGF-βは痩せ型マウスで観察される代替的マクロファージ活性化に関与すると考えられており、こうして活性化されたマクロファージは抗炎症表現型を維持する。この表現型は肥満型マウスでは失われており、肥満型マウスは痩せ型マウスよりもマクロファージの数が多いだけでなく、TNF-αや他の炎症性サイトカインを放出して慢性的な炎症環境に寄与する、古典的活性化マクロファージも多くなる。

### 細胞周期
TGF-βはG1期の進行を防ぐことで細胞周期の調節に重要な役割を果たす。TGF-βはp15とp21の合成を引き起こし、Rbタンパク質のリン酸化を担うサイクリン/CDK複合体を遮断することで、細胞周期のG1期の進行を防ぐ。TGF-βは細胞周期のG1期の進行に関与する遺伝子であるc-mycの発現も抑制する。

## 臨床的意義

### がん
正常細胞では、TGF-βはシグナル伝達経路を介して作用し、細胞周期をG1期で停止させることで増殖を止め、分化を誘導し、またアポトーシスを促進する。多くのがん細胞ではTGF-βシグナル伝達経路に変異が生じており、TGF-βは細胞を制御することができなくなっている。このようながん細胞は増殖し、周囲の間質細胞も増殖する。双方の細胞がTGF-βの産生を増加させ、TGF-βはさらに周囲の間質細胞、免疫細胞、上皮細胞、平滑筋細胞に作用する。TGF-βは免疫抑制と血管新生を引き起こし、がんの浸潤性を高める。TGF-βは正常な場合には炎症（免疫）反応によってがんを攻撃するエフェクターT細胞を制御性T細胞へ変換し、炎症反応を止める。正常な組織の完全性は、接着分子を発現しサイトカインを分泌するさまざまな細胞種の間のフィードバック相互作用によって維持されている。がんではこうしたフィードバック機構は破壊されており、組織の損傷がもたらされる。がん細胞でTGF-βシグナルがNF-κB活性を制御できない場合、少なくとも2つの影響が生じる可能性がある。がん細胞は活性化された免疫細胞の存在下でも死滅せず、そしてアポトーシス促進作用を示す抗炎症性メディエーターの存在下でも生存するため免疫細胞よりも長く生存する。

### 心臓病
コレステロールは心血管細胞のTGF-βに対する応答性とTGF-βの保護作用を抑制することでアテローム性動脈硬化と心臓病の発症をもたらし、一方コレステロール値を下げる薬剤であるスタチンはTGF-βに対する応答性とTGF-βの保護作用を高めることが動物研究から示唆されている。

### マルファン症候群
TGF-βはマルファン症候群の病因にも大きな役割を果たしている可能性が高い。マルファン症候群は、不均衡な成長、くも指症、水晶体転位によって特徴づけられ、僧帽弁逸脱症や大動脈肥大などの心臓の合併症によって大動脈解離の可能性が高まっている。マルファン症候群は弾性線維の重要な構成要素である糖タンパク質、フィブリリン1の合成の欠陥によるものあるが、マルファン症候群の表現型はTGF-βのアンタゴニストの投与によって緩和されることがマウスで示されている。このことは、マルファン症候群の症状は結合組織の異常によるものであるが、その発症機構はフィブリリンによるTGF-βの隔離の低下と関連したものである可能性が高いことを示している。

### ロイス・ディーツ症候群
TGF-βシグナル伝達はロイス・ディーツ症候群でも妨げられている。この疾患はTGF-β受容体の変異によって引き起こされる。

### 肥満と糖尿病
TGF-β/SMAD3シグナル伝達経路はグルコースの調節とエネルギー恒常性に重要であり、糖尿病性腎症に関与している可能性がある。
マクロファージに関する節で述べた通り、肥満によるTGF-βシグナル伝達の喪失は、肥満症例で形成される炎症性環境に寄与する因子の1つである。
IL-2の存在下でTGF-βによって刺激されたiTregは、Foxp3とIL-10を介した応答によって、多発性硬化症の動物モデルである実験的自己免疫性脳脊髄炎の発症を抑制する。このことはTGF-βとiTregによる多発性硬化症の調節と治療の可能性を示唆している。
多発性硬化症の診断を受けた患者では、TGF-βレベルの低下が観察される。多発性硬化症におけるTGF-βの役割は、Th17細胞のアポトーシスの調節であると説明される。TGF-βレベルが低下するとTh17細胞のアポトーシスを誘導することができなくなり、TNF-αを分泌するTh17細胞が増加する。TNF-αはTNF受容体TNFR1を介してオリゴデンドロサイトの脱髄を誘導するため、TGF-βレベルの低下によって神経細胞の脱髄が引き起こされることとなる。TGF-βはオリゴデンドロサイトの成長を誘導することも観察されており、TGF-βレベルの低下は神経細胞の髄鞘再生も妨げている可能性がある。

### その他
アルツハイマー病患者では、健常人と比較して血液と脳脊髄液中に高濃度のTGF-βがみられ、TGF-βがアルツハイマー病の症状や病理につながる神経変性カスケードに関与していることが示唆される。
円錐角膜を罹患した患者の研究では、TGF-β2の増加によるTGF-β経路の過剰な活性化が報告されている。
乳中のTGF-βは乳児の免疫応答の発達の重要な免疫調節因子であり、アトピー性疾患や自己免疫疾患のリスクを抑えている可能性があることが多くの動物研究と一部のヒトを対象とした研究で示されている。
肌の老化の1つの要因はTGF-βであり、TGF-βは肌の見た目や質感を整える皮下脂肪を減少させる。TGF-βは真皮の線維芽細胞の脂肪細胞への変換を阻害し、その結果、肌を支える脂肪細胞が少なくなることで肌はたるみ、シワの原因となる。また、皮下脂肪には細菌の感染を防ぐペプチドであるカテリシジンが含まれている。

## 関連文献
- “The Discovery and Early Days of TGF-β: A Historical Perspective”. Cold Spring Harbor Perspectives in Biology 8 (7):  a021865. (July 2016). doi:10.1101/cshperspect.a021865. PMC 4930926. PMID 27328871.